# Halowy mityng lekkoatletyczny Pedro’s Cup 2011
7. Halowy mityng lekkoatletyczny Pedro’s Cup – zawody sportowe, które odbyły się 16 lutego 2011 w hali Łuczniczka w Bydgoszczy. Rozegrane zostały trzy konkurencje – skok o tyczce kobiet oraz skok wzwyż i pchnięcie kulą mężczyzn.

## Rezultaty
| Poz. | Zawodniczka          | Rezultat  |
| ---- | -------------------- | --------- |
| 1.   | Anna Rogowska        | 4,76 SB   |
| 2.   | Swietłana Fieofanowa | 4,70 SB   |
| 3.   | Holly Bleasdale      | 4,50 = PB |
| 4.   | Monika Pyrek         | 4,40      |
| 5.   | Karmen Bunikowska    | 4,20 = PB |
| 6.   | Kate Dennison        | 4,20      |

| Poz. | Zawodnik               | Rezultat |
| ---- | ---------------------- | -------- |
| 1.   | Iwan Uchow             | 2,36 CR  |
| 2.   | Donald Thomas          | 2,32 SB  |
| 3.   | Jaroslav Bába          | 2,27     |
| 4.   | Robert Wolski          | 2,24 SB  |
| 5.   | Jarosław Rutkowski     | 2,20 PB  |
| 5.   | Rashid Ahmed Al-Mannai | 2,20 SB  |
| 5.   | Dusty Jonas            | 2,20     |
| 8.   | Nicola Ciotti          | 2,20     |

| Poz. | Zawodnik           | Rezultat |
| ---- | ------------------ | -------- |
| 1.   | Ryan Whiting       | 20,78    |
| 2.   | Adam Nelson        | 20,51 SB |
| 3.   | Ralf Bartels       | 20,42    |
| 4.   | Māris Urtāns       | 19,80 SB |
| 5.   | Nedžad Mulabegović | 19,73    |
| 6.   | Marco Fortes       | 19,43 SB |
| 7.   | Andy Dittmar       | 18,70    |
| 8.   | Kamil Zbroszczyk   | 18,50    |